# Боргведель
Боргведель (нем. Borgwedel) — община в Германии, в земле Шлезвиг-Гольштейн. 
Входит в состав района Шлезвиг-Фленсбург. Подчиняется управлению Хаддеби.  Население составляет 724 человека (на 31 декабря 2010 года). Занимает площадь 9,96 км².

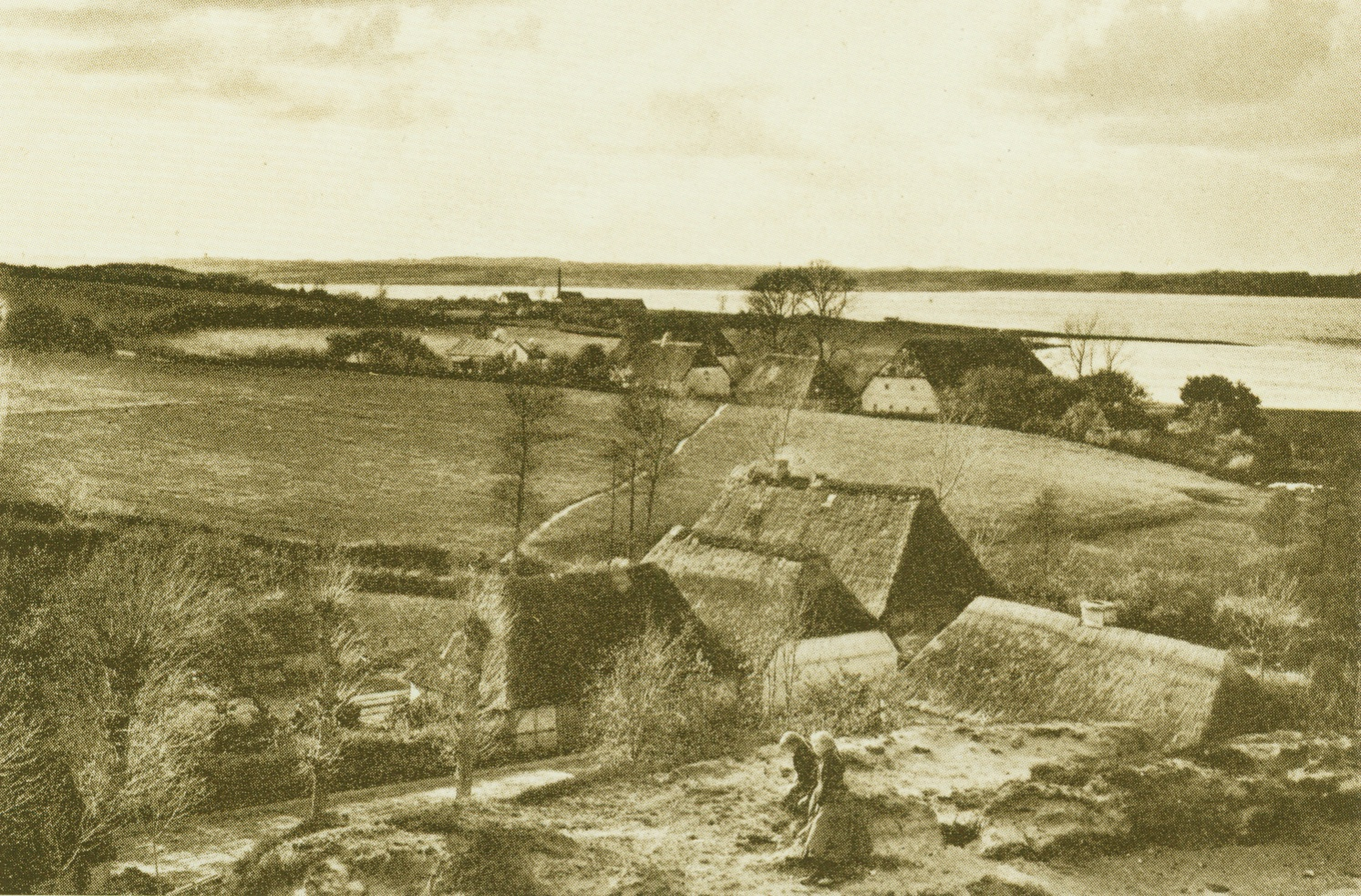
Боргведель